# 5537 Санья
5537 Санья (5537 Sanya, 1964 TA2, 1971 VP, 1988 TE1) — астероїд головного поясу, відкритий 9 жовтня 1964.
Тіссеранів параметр щодо Юпітера — 3.583.